# Boettcheria litorosa
Boettcheria litorosa är en tvåvingeart som först beskrevs av Henry J. Reinhard 1947.  Boettcheria litorosa ingår i släktet Boettcheria och familjen köttflugor. Inga underarter finns listade i Catalogue of Life.